# Pavlovský vrch
Pavlovský vrch (611 lub 612 m n.p.m.) – najwyższe wzniesienie na terenie Płaskowyżu Dolny Wierch w Krasie Słowacko-Węgierskim.
Znajduje się w centralnej części płaskowyżu, w jego słowackiej (północnej) połowie, ok. 1 km na północ od granicy państwowej słowacko-węgierskiej. Ma formę bardzo płaskiej kopy, wznoszącej się łagodnie ok. 50 m ponad otoczenie. Zbudowany, jak prawie cały płaskowyż, z jasnych wapieni tzw. wettersteinskich, pochodzących ze środkowego i młodszego triasu. Również jak na terenie całego płaskowyżu, na wzniesieniu znajdziemy szereg form rzeźby krasowej, zarówno powierzchniowej jak i podziemnej. M. in. tuż pod najwyższym punktem wzniesienia, od strony północnej, znajduje się 60-metrowej średnicy lej krasowy, a w najbliższym otoczeniu wzniesienia szereg jaskiń. Cały masyw jest zalesiony.
Pavlovský vrch znajduje się w granicach parku Narodowego Kras Słowacki. Nie prowadzą nań żadne znakowane szlaki turystyczne.